# Grzegorz Kamieniarz
Grzegorz Jan Kamieniarz – polski fizyk, profesor nauk fizycznych, nauczyciel akademicki Uniwersytetu im. Adama Mickiewicza w Poznaniu.

## Życiorys
Habilitował się w 1990 z zakresu fizyki teoretycznej na podstawie oceny dorobku naukowego i rozprawy o tytule Modelowe układy spinowe niskowymiarowe: własności termodynamiczne oraz zastosowania do wybranych magnetyków quasi-jednowymiarowych. Tytuł naukowy profesora nauk fizycznych został mu nadany w 2001 roku.
Pracuje jako kierownik i profesor zwyczajny w Zakładzie Fizyki Komputerowej Wydziału Fizyki UAM. W pracy badawczej specjalizuje się w fizyce teoretycznej, komputerowej, i statystycznej oraz w metodach komputerowych w nauce.
Swoje prace publikował m.in. w "Computational Methods in Science and Technology", "Acta Physica Polonica" oraz "Acta Magnetica". Jest członkiem Polskiego Towarzystwa Fizycznego.